# Ray-Ban
Ray-Ban é uma marca de óculos de sol e óculos de grau, fundada em 1937 pela companhia norte-americana Bausch & Lomb. O nome dos óculos Ray-Ban vem de banir o sol (Banir o Raio), uma vez que bania o sol quando usados por pilotos americanos. A marca tornou-se famosa por seus modelos de óculos de sol Wayfarer e Aviator. Em 1999, a Bausch & Lomb vendeu a marca para o grupo óptico italiano Luxottica, por supostos 640 milhões de dólares.

## História

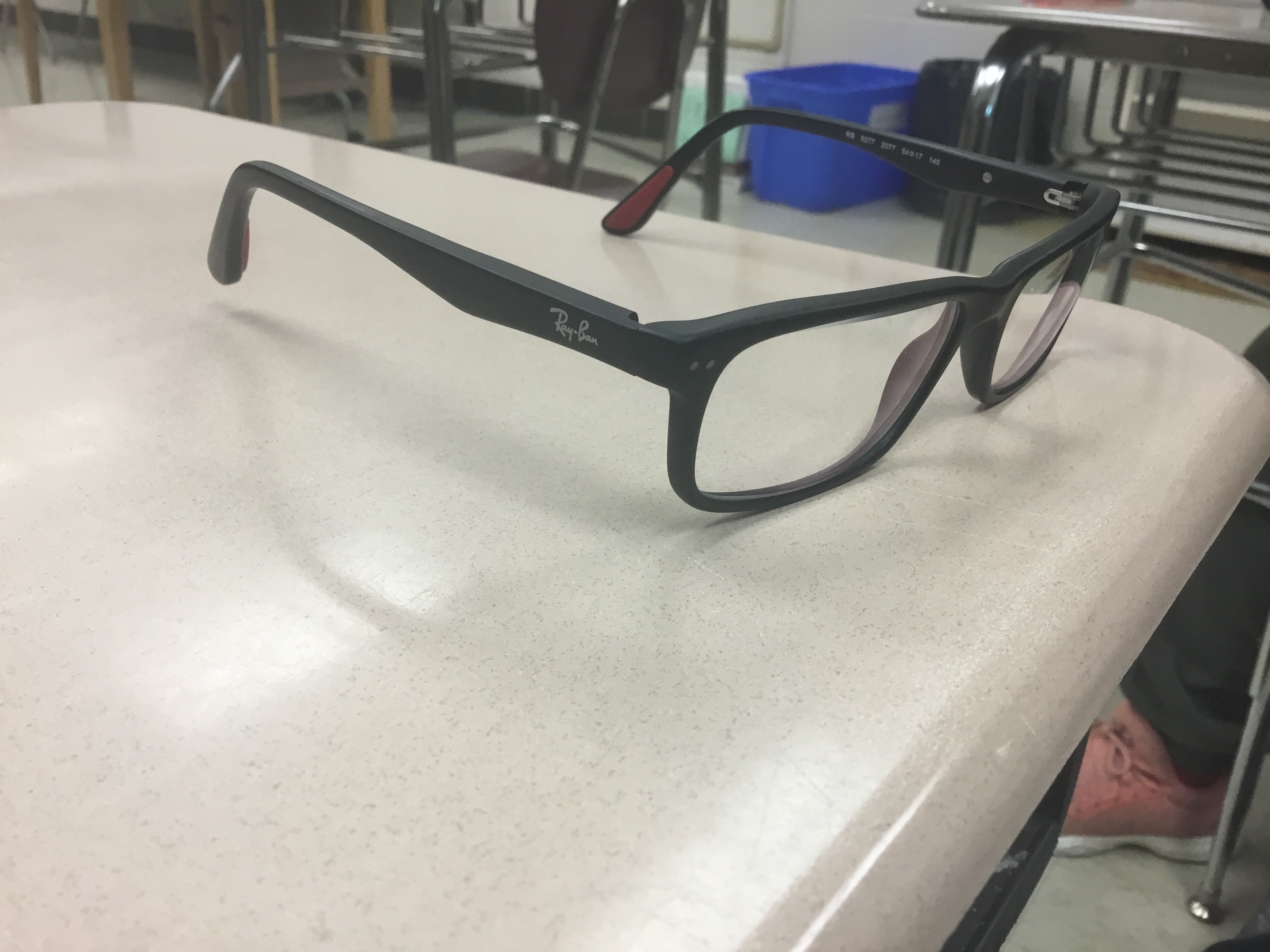
Óculos de grau da Ray-Ban

Em 1929, o Coronel do Corpo Aéreo do Exército dos Estados Unidos, John A. Macready, trabalhou com a Bausch & Lomb, uma fabricante de equipamentos médicos com sede em Nova York, para criar óculos de sol da aviação que reduzissem a distração causada nos pilotos pelos intensos tons de azul e branco do céu. Especificamente, MacCready estava preocupado com a forma como os óculos dos pilotos embaçavam, reduzindo drasticamente sua visibilidade em grandes altitudes. O protótipo, criado em 1936 e conhecido como 'Anti-Glare' (Anti-Brilho), tinha armação de plástico e lentes verdes que conseguiam cortar o brilho sem obscurecer a visão. Em 1938 também foram adicionadas lentes resistentes a impacto. No ano seguinte, os óculos de sol foram redesenhados com uma armação de metal e patenteados como Ray-Ban Aviator. De acordo com a BBC, os óculos usavam "lentes Kalichrome projetadas para aprimorar os detalhes e minimizar a neblina, filtrando a luz azul, tornando-os ideais para condições enevoadas".
Em 1999, a divisão Global Eyewear Division da Bausch & Lomb, incluindo a Ray-Ban, foi adquirida pelo grupo Luxottica por US$ 640 milhões.

## Modelos de óculos de sol

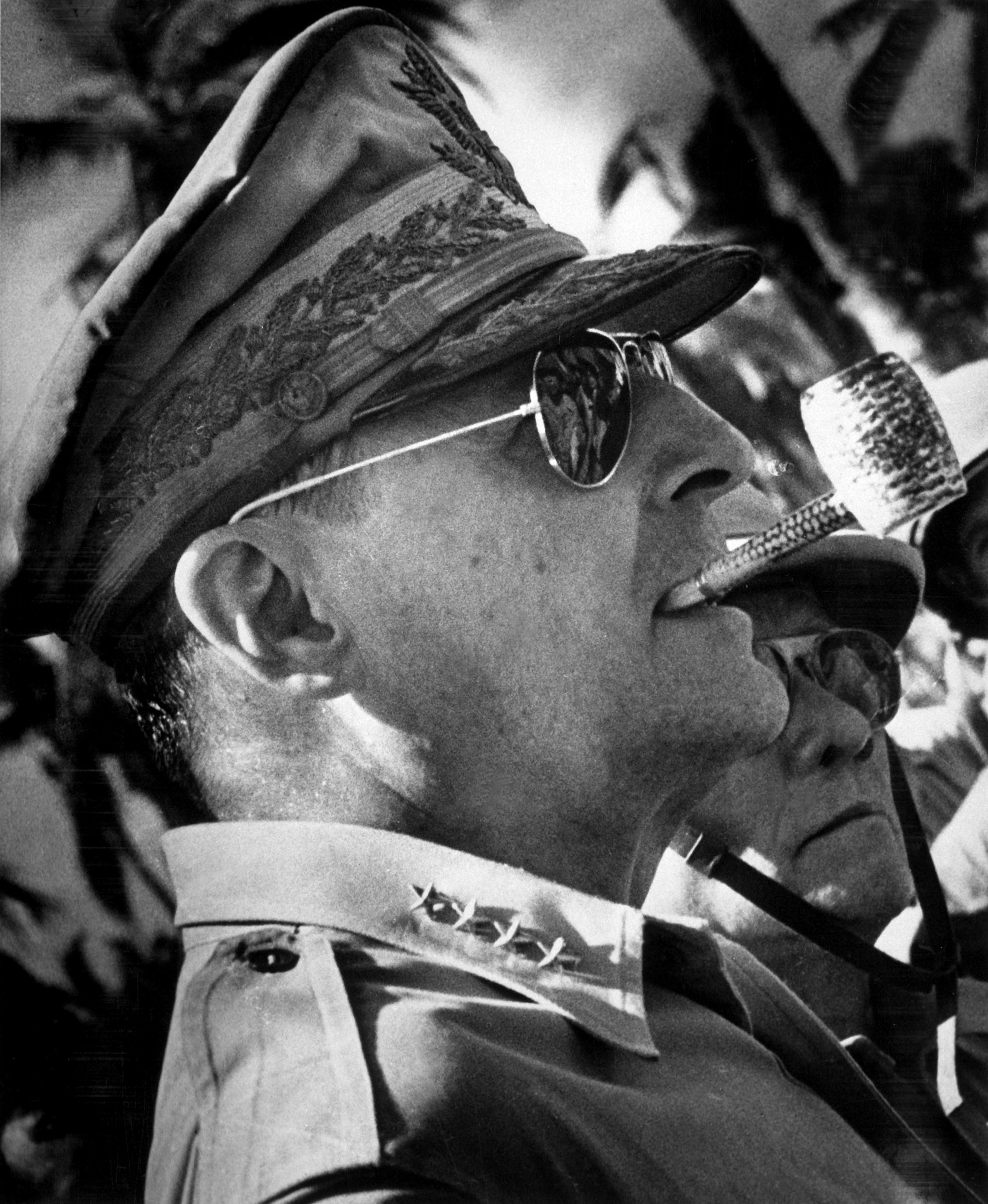
O General Douglas MacArthur usando o modelo Aviator da Ray-Ban em 1944

Os óculos de sol mais populares da Ray-Ban são os modelos Wayfarer e Aviator. Durante a década de 1950, a Ray-Ban lançou o modelo Caravans, que tinha um armação mais quadrada. Em 1965, os modelos Olympian I e II foram introduzidos; eles tornaram-se popular quando Peter Fonda os usou no filme de 1969 Easy Rider. A empresa também produziu modelos de edição especial, como o The General em 1987, que se assemelha aos Aviators originais usados pelo general Douglas MacArthur durante a Segunda Guerra Mundial.